# Parathoracaphis cheni
Parathoracaphis cheni är en insektsart. Parathoracaphis cheni ingår i släktet Parathoracaphis och familjen långrörsbladlöss. Inga underarter finns listade i Catalogue of Life.